# 토요타 투어링 하이에이스

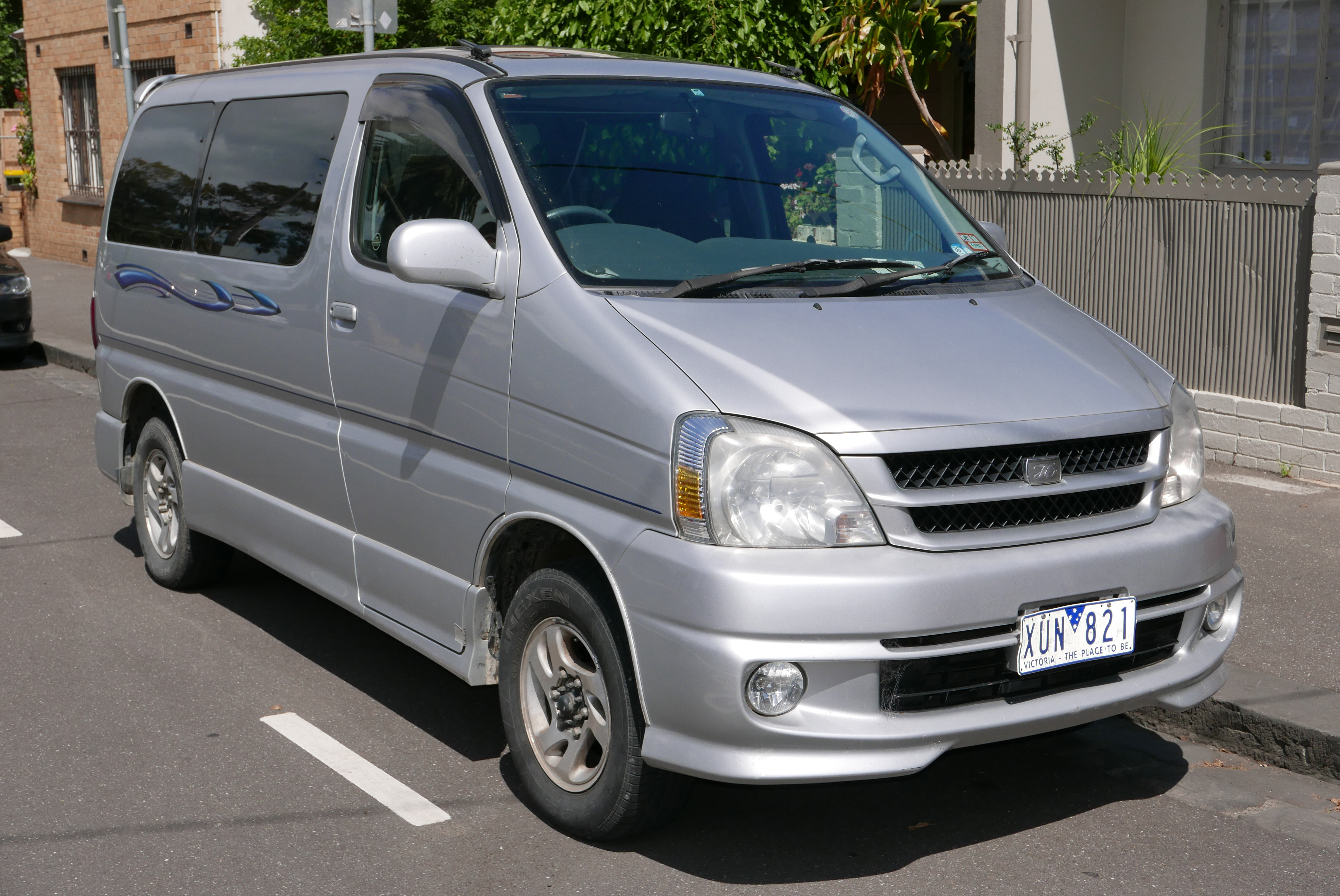
토요타 투어링 하이에이스 정측면

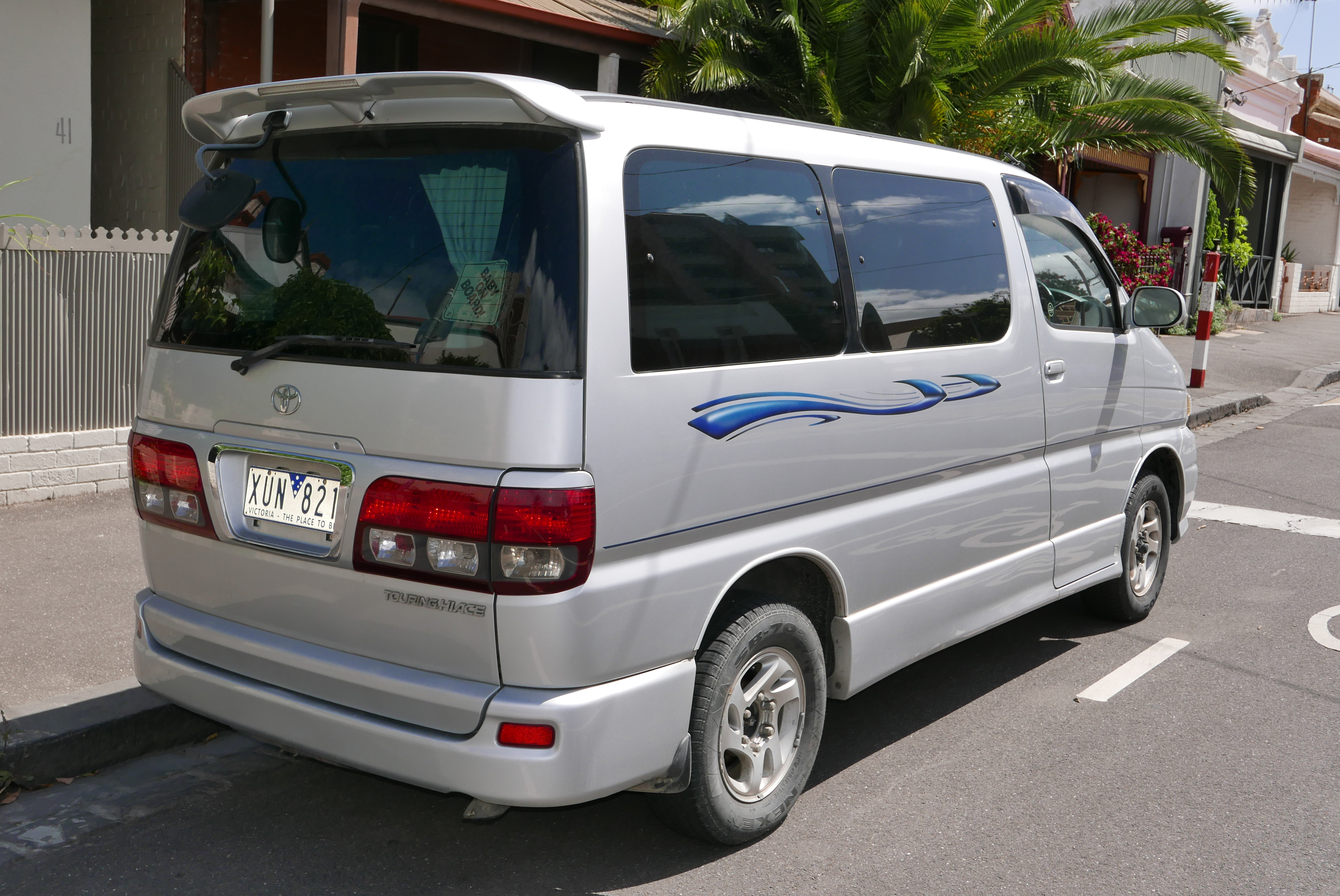
토요타 투어링 하이에이스 후측면

토요타 투어링 하이에이스(Toyota Touring HiAce)는 토요타 자동차의 승합차로, 토요펫트 딜러에서 판매되었다. 비스타 딜러(이후 넷츠 딜러에 통합)에서 팔리던 레지어스가 1999년 8월에 페이스 리프트를 거침과 동시에 형제 차종으로 출시되었다. 기본적으로는 기존의 레지어스와 같은 차종으로, 스포티함을 살린 메시 타입의 상하 분리형 라디에이터 그릴과 에어로 파츠가 기본 적용되어 전폭이 1,710mm인 3 넘버 차종(전폭 1,700mm 이상)으로 분류된다는 점 정도가 다르다. 다양한 트림에 7인승과 8인승으로 나뉜 레지어스와 달리, 8인승의 단일 트림만 존재하였다. 2002년 5월에 알파드 G가 출시되어 단종되었다.